# 高山早熟禾
高山早熟禾（学名：Poa alpina）为禾本科早熟禾属下的一个种。